# Bundestagswahlkreis Friesland – Wilhelmshaven – Wittmund
Der Bundestagswahlkreis Friesland – Wilhelmshaven – Wittmund (Wahlkreis 26) ist ein Wahlkreis in Niedersachsen für die Wahlen zum Deutschen Bundestag. Er umfasst die Stadt Wilhelmshaven sowie die Landkreise Friesland und Wittmund. Der Wahlkreis gilt als SPD-Hochburg. Seit 1969 holten ausschließlich Sozialdemokraten das Direktmandat. Bei der Bundestagswahl 2025 gewann die Sozialdemokratin Siemtje Möller das Direktmandat zum dritten Mal in Folge. Über Listenplätze ihrer Parteien zogen Anne Janssen (CDU) und Martin Sichert (AfD) aus dem Wahlkreis in den Bundestag ein.

## Wahlkreisgeschichte
Der Wahlkreis war bei der Bundestagswahl 1949 die Nummer 3 der niedersächsischen Wahlkreise. Danach erhielt er die bundesweite Wahlkreisnummer 25. Für die Bundestagswahlen 1965 bis 1998 besaß er die Nummer 21, 2002 bis 2009 die Nummer 27 und seit 2013 die Nummer 26.
Ursprünglich umfasste der Wahlkreis, wie auch heute, die Stadt Wilhelmshaven und den Landkreis Friesland, allerdings unter dem Wahlkreisnamen Wilhelmshaven – Friesland. Vor der Bundestagswahl 1965 wurde der Wahlkreis in Wilhelmshaven umbenannt und auch das Wahlkreisgebiet verändert. Die namensgebende Stadt Wilhelmshaven blieb zwar beim Wahlkreis, vom Landkreis Friesland wurden aber die Gemeinden Bockhorn, Neuenburg (1972 nach Zetel eingemeindet), Sande, Varel, Varel-Land (1972 nach Varel eingemeindet) und Zetel an den Wahlkreis Oldenburg abgegeben. Im Zuge der Gemeindereform 1972 wurde die Gemeinde Gödens in die Gemeinde Sande eingegliedert. Sie gehörte bei der Bundestagswahl 1972 weiterhin zum Wahlkreis Wilhelmshaven und wurde für die Bundestagswahl 1976 dem Wahlkreis Oldenburg zugeschlagen. Außerdem gehörten ab 1965 die Landkreise Aurich und Wittmund zum Wahlkreis Wilhelmshaven.
Im Zuge der Neuordnung der Wahlkreise vor der Bundestagswahl 1980 wurde der Wahlkreis unter dem Namen Friesland – Wilhelmshaven neu errichtet. Danach umfasste er auch wieder das Gebiet der Gemeinde Sande. Die Gemeinden Bockhorn, Varel und Zetel kamen zur Bundestagswahl 2002 wieder an den Wahlkreis zurück. Zur Bundestagswahl 2013 änderte sich der Name des Wahlkreises bei unveränderter Abgrenzung zu 26 Friesland – Wilhelmshaven – Wittmund.

## Wahlkreisabgeordnete
| Wahl | Abgeordneter | Abgeordneter      | Partei | Stimmen in % |
| ---- | ------------ | ----------------- | ------ | ------------ |
| 1949 |              | Johann Cramer     | SPD    | 32,6         |
| 1953 |              | Hellmuth Heye     | CDU    | 37,8         |
| 1957 | 43,2         | Hellmuth Heye     | CDU    |              |
| 1961 |              | Johann Cramer     | SPD    | 44,3         |
| 1965 |              | Felix von Eckardt | CDU    | 44,5         |
| 1969 |              | Johann Cramer     | SPD    | 48,3         |
| 1972 |              | Herbert Ehrenberg | SPD    | 57,2         |
| 1976 | 53,8         | Herbert Ehrenberg | SPD    |              |
| 1980 | 54,6         | Herbert Ehrenberg | SPD    |              |
| 1983 | 47,2         | Herbert Ehrenberg | SPD    |              |
| 1987 | 48,1         | Herbert Ehrenberg | SPD    |              |
| 1990 |              | Gabriele Iwersen  | SPD    | 43,6         |
| 1994 | 47,9         | Gabriele Iwersen  | SPD    |              |
| 1998 | 53,3         | Gabriele Iwersen  | SPD    |              |
| 2002 |              | Karin Evers-Meyer | SPD    | 54,8         |
| 2005 | 50,4         | Karin Evers-Meyer | SPD    |              |
| 2009 | 39,9         | Karin Evers-Meyer | SPD    |              |
| 2013 | 44,1         | Karin Evers-Meyer | SPD    |              |
| 2017 |              | Siemtje Möller    | SPD    | 39,7         |
| 2021 | 45,4         | Siemtje Möller    | SPD    |              |
| 2025 | 35,4         | Siemtje Möller    | SPD    |              |

## Wahlergebnisse

### Bundestagswahl 2025
| Kandidaten                                             | Kandidaten                  | Parteien/Listen     | Erststimmen | Erststimmen | Zweitstimmen | Zweitstimmen |
| Kandidaten                                             | Kandidaten                  | Parteien/Listen     | Stimmen     | %           | Stimmen      | %            |
| ------------------------------------------------------ | --------------------------- | ------------------- | ----------- | ----------- | ------------ | ------------ |
|                                                        | Siemtje Möllergewählt im WK | SPD                 | 52.918      | 35,4        | 38.213       | 25,5         |
|                                                        | Anne Janssen                | CDU                 | 40.095      | 26,8        | 39.620       | 26,4         |
|                                                        | Ulrike Maus                 | GRÜNE               | 8.630       | 5,8         | 12.573       | 8,4          |
|                                                        | Robert Wegener              | FDP                 | 3.974       | 2,7         | 5.962        | 4,0          |
|                                                        | Martin Sichert              | AfD                 | 29.533      | 19,7        | 30.283       | 20,2         |
|                                                        | Vincent Janßen              | Die Linke           | 8.246       | 5,5         | 10.897       | 7,3          |
|                                                        | —                           | Tierschutzpartei    | –           | –           | 2.283        | 1,5          |
|                                                        | Stephanie Langner           | dieBasis            | 1.189       | 0,8         | 550          | 0,4          |
|                                                        | Anja Sanchez Mengeler       | Die PARTEI          | 1.508       | 1,0         | 827          | 0,6          |
|                                                        | Andreas Lang                | FREIE WÄHLER        | 2.535       | 1,7         | 1.233        | 0,8          |
|                                                        | —                           | Piraten             | –           | –           | 235          | 0,2          |
|                                                        | Merten Köhler               | Volt                | 1.021       | 0,7         | 756          | 0,5          |
|                                                        | —                           | PdH                 | –           | –           | 114          | 0,1          |
|                                                        | —                           | MLPD                | –           | –           | 51           | 0,0          |
|                                                        | —                           | BÜNDNIS DEUTSCHLAND | –           | –           | 199          | 0,1          |
|                                                        | —                           | BSW                 | –           | –           | 6.122        | 4,1          |
| Gesamt                                                 | Gesamt                      | Gesamt              | 149.649     | 100         | 149.918      | 100          |
|                                                        |                             |                     |             |             |              |              |
| Ungültige Stimmen                                      | Ungültige Stimmen           | Ungültige Stimmen   | 1.157       | 0,8         | 888          | 0,6          |
| Wähler                                                 | Wähler                      | Wähler              | 150.806     | 81,1        | 150.806      | 81,1         |
| Wahlberechtigte                                        | Wahlberechtigte             | Wahlberechtigte     | 185.864     |             | 185.864      |              |
|                                                        |                             |                     |             |             |              |              |
| Quellen: Die Bundeswahlleiterin, Kandidaten – Ergebnis |                             |                     |             |             |              |              |

### Bundestagswahl 2021
Der Stimmzettel zur Bundestagswahl 2021 am 26. September umfasste 21 Landeslisten. Die Parteien haben folgende Kandidaten aufgestellt.
| Direktkandidat     | Partei           | Erststimmen in % | Zweitstimmen in % |
| ------------------ | ---------------- | ---------------- | ----------------- |
| Anne Janssen       | CDU              | 22,0             | 21,5              |
| Siemtje Möller     | SPD              | 45,4             | 38,0              |
| Hendrik Theemann   | FDP              | 7,1              | 10,4              |
| Joachim Wundrak    | AfD              | 7,7              | 8,2               |
| Sina Beckmann      | GRÜNE            | 10,2             | 12,8              |
| Hans-Henning Adler | DIE LINKE        | 2,6              | 3,1               |
| Andreas Tönjens    | Die PARTEI       | 2,0              | 1,2               |
| -                  | Tierschutzpartei | -                | 1,7               |
| Andreas Lang       | FREIE WÄHLER     | 2,0              | 1,1               |
| -                  | PIRATEN          | -                | 0,3               |
| –                  | NPD              | -                | 0,1               |
| –                  | V-Partei³        | -                | 0,1               |
| –                  | ÖDP              | -                | 0,0               |
| Carsten Zimmer     | MLPD             | 0,1              | 0,0               |
| –                  | DKP              | -                | 0,0               |
| Andrea Henning     | dieBasis         | 1,0              | 0,9               |
| –                  | du.              | -                | 0,1               |
| –                  | LKR              | -                | 0,0               |
| -                  | Die Humanisten   | -                | 0,1               |
| –                  | Team Todenhöfer  | -                | 0,2               |
| –                  | Volt             | -                | 0,2               |

Die Sozialdemokratin Siemtje Möller wurde bei der Wahl direkt wiedergewählt. Über Listenplätze der Parteien zogen Anne Janssen (CDU) und Joachim Wundrak (AfD) aus dem Wahlkreis in den Bundestag ein.

### Bundestagswahl 2017
Zur Bundestagswahl 2017 am 24. September wurden 9 Direktkandidaten und 18 Landeslisten zugelassen.
Direkt gewählte Abgeordnete ist Siemtje Möller (SPD). Über Listenplätze der Parteien zog kein Kandidat der Parteien aus dem Wahlkreis in den Bundestag ein.
| Direktkandidat              | Partei           | Erststimmen in % | Zweitstimmen in % |
| --------------------------- | ---------------- | ---------------- | ----------------- |
| Hans-Werner Kammer          | CDU              | 32,4             | 32,8              |
| Siemtje Möller              | SPD              | 39,7             | 30,7              |
| Hendrik Theemann            | FDP              | 5,9              | 9,4               |
| Victor Alexander von Fintel | GRÜNE            | 5,5              | 7,3               |
| Holger Onken                | DIE LINKE.       | 5,9              | 7,1               |
| Achim Postert               | AfD              | 8,3              | 9,1               |
| –                           | PIRATEN          | –                | 0,3               |
| –                           | NPD              | –                | 0,3               |
| –                           | Tierschutzpartei | –                | 1,0               |
| Conrad-Lüder von Petz       | MLPD             | 0,1              | 0,1               |
| –                           | DiB              | –                | 0,1               |
| –                           | DKP              | –                | 0,0               |
| Udo Striess-Grubert         | FREIE WÄHLER     | 0,9              | 0,6               |
| –                           | BGE              | –                | 0,1               |
| –                           | DM               | –                | 0,1               |
| –                           | ÖDP              | –                | 0,1               |
| Andreas Tönjes              | Die PARTEI       | 1,3              | 0,9               |
| –                           | V-Partei³        | –                | 0,1               |

### Bundestagswahl 2013
Die Bundestagswahl 2013 fand am 22. September statt. Es wurden 7 Direktkandidaten und 14 Landeslisten zugelassen. Direkt gewählte Abgeordnete ist Karin Evers-Meyer von der SPD. Ihr Gegenkandidat Hans-Werner Kammer von den Christdemokraten zog über die niedersächsische Landesliste der CDU in den Bundestag ein.
Die Wahl hatte folgendes Ergebnis:
| Direktkandidat          | Partei           | Erststimmen in % | Zweitstimmen in % |
| ----------------------- | ---------------- | ---------------- | ----------------- |
| Hans-Werner Kammer      | CDU              | 39,7             | 38,4              |
| Karin Evers-Meyer       | SPD              | 44,1             | 36,3              |
| Lübbo Meppen            | FDP              | 2,3              | 4,3               |
| V. Alexander von Fintel | GRÜNE            | 5,6              | 7,4               |
| Ralph T. Niemeyer       | DIE LINKE.       | 5,1              | 5,1               |
| –                       | PIRATEN          | –                | 1,5               |
| Sebastian Weist         | NPD              | 1,3              | 0,9               |
| –                       | Tierschutzpartei | –                | 0,9               |
| –                       | MLPD             | –                | 0,1               |
| –                       | AfD              | –                | 4,1               |
| –                       | pro Deutschland  | –                | 0,1               |
| –                       | REP              | –                | 0,1               |
| Udo Striess-Grubert     | FREIE WÄHLER     | –                | 0,8               |
| –                       | PBC              | –                | 0,1               |

### Bundestagswahl 2009
| Direktkandidat     | Partei               | Erststimmen in % | Zweitstimmen in % |
| ------------------ | -------------------- | ---------------- | ----------------- |
| Karin Evers-Meyer  | SPD                  | 39,9             | 31,0              |
| Hans-Werner Kammer | CDU                  | 32,4             | 29,6              |
| Lübbo Meppen       | FDP                  | 9,4              | 14,7              |
| Anja Kindo         | Die Linke.           | 9,3              | 10,4              |
| Peter Sokolowski   | GRÜNE                | 7,5              | 9,2               |
| –                  | PIRATEN              | –                | 1,9               |
| Werner Klawun      | NPD                  | 1,5              | 1,2               |
| –                  | Die Tierschutzpartei | –                | 1,0               |
| –                  | RRP                  | –                | 0,8               |
| –                  | ödp                  | –                | 0,1               |
| –                  | DVU                  | –                | 0,1               |
| –                  | MLPD                 | –                | 0,1               |